# طبل (فیلم ۲۰۰۷)
طبل (به هندی: Dhol) فیلمی محصول سال ۲۰۰۷ و به کارگردانی پریادارشان است. در این فیلم بازیگرانی همچون شارمان جوشی، توشار کاپور، کونال خمو، راجپال یاداو، تانوشری دوتا، اوم پوری، ارباز خان، پایال روهاتگی، تیکو تالسانیا، آسرانی ایفای نقش کرده‌اند.